# Het dagboek in de sneeuw
Het dagboek in de sneeuw is een fantasyverhalenbundel uit 1973, uitgegeven door A.W. Bruna Uitgevers en samengesteld door Aart C. Prins. 

## Korte verhalen
1. Frank Belknap Long: De honden van Tindalos (The Hounds of Tindalos, 1929)
2. C.S. Forester: De fysiologie van de angst (The Phyciology of Fear)
3. Anthony Boucher: Ze bijten (They Bite)
4. Robert Bloch: Het geheim van Sebek (The Secret of Sebek)
5. Ray Bradbury: De speeltuin (The Playground)
6. August William Derleth: Het Sandwin-verdrag (The Sandwin-Compact)
7. Fritz Leiber: Het dagboek in de sneeuw (Diary in the Snow, 1947)